# Margarida de Brabante
Margarida de Brabante (4 de outubro de 1276 – Gênova, 14 de dezembro de 1311), era filha de João I de Brabante e de Margarida da Flandres. Margarida era esposa de Henrique de Luxemburgo e após a coroação dele em 1308 como Rei da Germânia, ela tornou-se também Rainha da Germânia.

## Família
Os avós paternos de Margarida eram Henrique III de Brabante e a sua mulher Adelaide de Borgonha. Os seus avós maternos eram Guido de Dampierre e a sua primeira esposa Matilde de Bethune.
Margarida era irmã de João II de Brabante que sucedeu a seu pai após a morte dele; de Maria of Brabante, esposa de Amadeu V de Saboia e mãe de Ana de Saboia, Imperatriz Bizantina; e de Godofredo, o seu irmão mais velho, que morreu na infância.
A tia paterna de Margarida era Maria de Brabante, Rainha de França, e segunda esposa de Filipe III de França. Maria foi mãe de Luís de Évreux, Branca da Áustria e de Margarida de França.

## Casamento e descendência

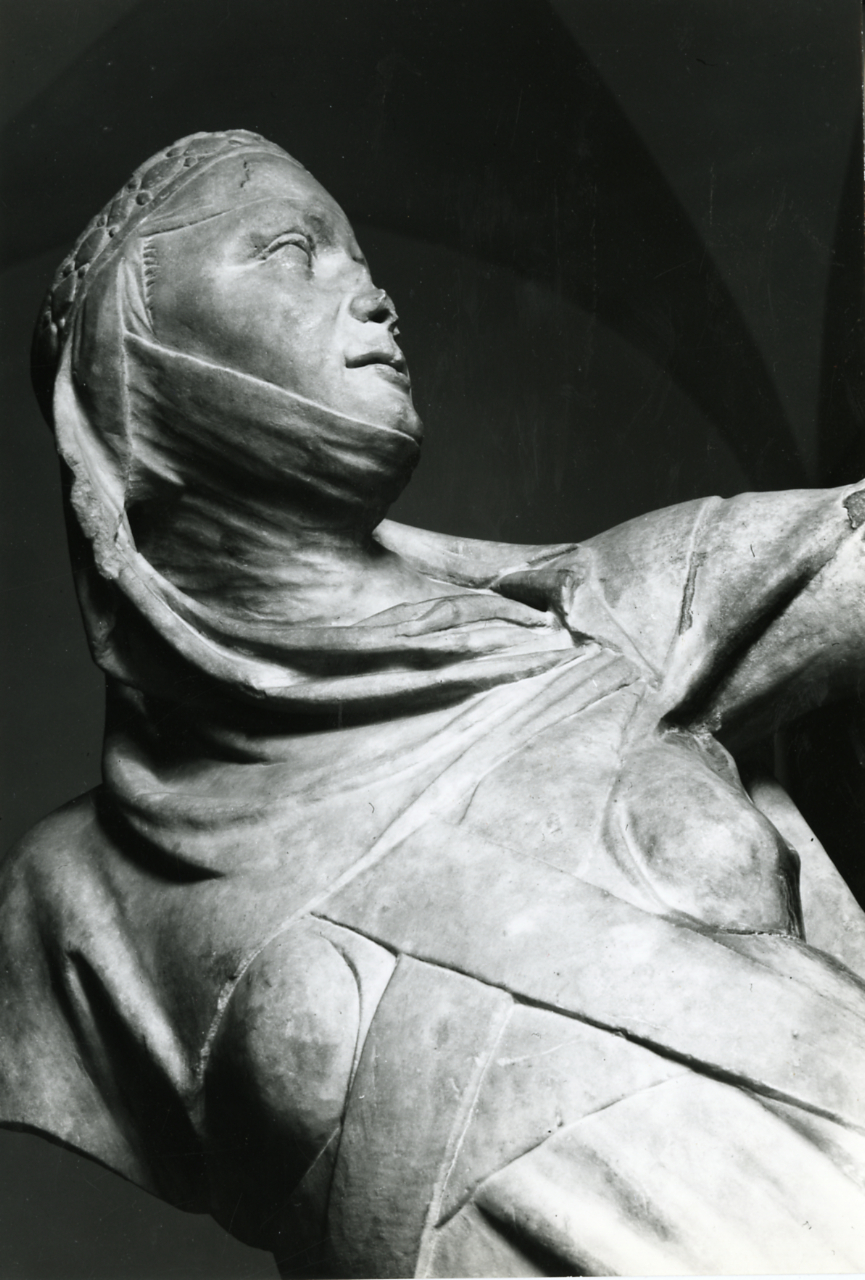
Giovanni Pisano, Elevatio animae, monumento funerário a Margarida de Brabante, detalhe, Genoa, Museo di Sant'Agostino, 1313-1314. Foto por Paolo Monti.

Margarida casou com Henrique a 9 de julho de 1292, em Tervuren. Este casamento foi realizado para resolver um conflito que existia entre o Duque de Brabante e o Ducado de Limburgo. Com o abandono do duque da sua aclamação em Limburgo, ao mesmo tempo que este casamento acontecia. O casamento provou dar resultado. Margarida tornou-se Rainha consorte da Germânia em 1308, enquanto que o esposo se tornava também rei da Germânia.
Henrique e Margarida tiveram a seguinte descendência:
- João I da Boémia (10 de Agosto de 1296 – 26 de Agosto de 1346),
- Maria do Luxemburgo (1304 – 26 de Março de 1324, Issoudun-en-Berry), casou-se em Paris a 21 de Setembro de 1322 com o rei Carlos IV de França.
- Beatriz de Luxemburgo (1305–11 de Novembro de 1319), casou-se em 1318 com o rei Carlos I da Hungria.

## Morte
Margarida resolveu acompanhar o esposo numa campanha a Itália. Acabou por adoecer durante o cerco a Brescia, e faleceu poucos meses depois, a 14 de dezembro de 1311, em Génova, onde foi enterrada na Igreja de San Francesco di Castelletto. Henrique é coroado Sacro Imperador no ano seguinte. Em 1313, o Imperador encarrega o famoso escultor Giovanni Pisano de criar um monumento em memória de Margarida. Henrique falece nesse mesmo ano.